# Belante
Belante(llamada oficialmente Santa María de Belante) es una parroquia española del municipio de Sarria, en la provincia de Lugo, Galicia.

## Organización territorial
La parroquia está formada por seis entidades de población:

### Entidades de población
Entidades de población que forman parte de la parroquia:
- Casanova
- Igrexa (Belante)*
- Leimán
- Pena (A Pena)
- Peruscallo

### Despoblado
Despoblado que forma parte de la parroquia:
- Xistelo (Sistelo)

## Demografía
| Gráfica de evolución demográfica de Belante entre 2000 y 2021 |
|                                                               |
| Datos según el nomenclátor publicado por el INE.              |